# Saint-Éloy-les-Tuileries
Saint-Éloy-les-Tuileries – miejscowość i gmina we Francji, w regionie Nowa Akwitania, w departamencie Corrèze.
Według danych na rok 1990 gminę zamieszkiwały 133 osoby, a gęstość zaludnienia wynosiła 15 osób/km² (wśród 747 gmin Limousin Saint-Éloy-les-Tuileries plasuje się na 486. miejscu pod względem liczby ludności, natomiast pod względem powierzchni na miejscu 581.).